# Kim Dzsonghjon (sportlövő)
Kim Dzsonghjon (hangul: 김종현, handzsa: 金鐘鉉, RR: Kim Jonghyeon; népszerű átírással: Kim Jong-hyun; 1985. július 21.–) dél-koreai sportlövő.

## Pályafutása
A 2012-es nyári olimpián 50 méteres összetett sportpuska versenyszámban ezüstérmet szerzett.
A 2016-os nyári olimpián 50 méteres fekvő sportpuska versenyszámban ezüstérmet vihetett haza.